# Davutlar, Kuşadası
Davutlar là một thị trấn thuộc huyện Kuşadası, tỉnh Aydın, Thổ Nhĩ Kỳ. Dân số thời điểm năm 2010 là 9.391 người.